# Satimschan Sanbajew
Sätimschan Qamseuly Sanbajew (kasachisch Сәтімжан Қамзеұлы Санбаев Sátimjan Qamzeuly Sanbaev, russisch Сатимжан Камзиевич Санбаев Satimschan Kamsijewitsch Sanbajew; * 16. September 1939 in Maqat, Oblast Gurjew, Kasachische SSR; † 29. Juni 2013 in Almaty, Kasachstan) war ein kasachischer Schriftsteller und Schauspieler.

## Leben
Sanbajew wurde 1939 als Sohn des kasachischen Intellektuellen Chamsa Sanbajew in der Sowjetunion geboren. Ab 1956 absolvierte er die Orenburger Hochschule für Landwirtschaft und wurde Landwirtschaftsingenieur. Thema seiner Diplomarbeit war die komplexe Mechanisierung von Tierzuchtfarmen. Anschließend arbeitete er als Chefingenieur im Engels-Sowchos in der Oblast Gurjew. 1962 schlug er ein Angebot zur Kosmonautenschulung aus.
Sportlich war Sanbajew als Ringer im klassischen Stil aktiv und hatte den Titel Meister des Sports erreicht. Er strebte die Unionsmeisterschaft an. Auf der Fahrt zum Unionsausscheid verunglückte er bei einem Autounfall. Es gelang ihm zu Fuß bei minus 40 Grad, das Kind einer tödlich Verunglückten tragend, eine Raststätte zu erreichen, wo er das Bewusstsein verlor.
Es folgten lange Aufenthalte in Krankenhäusern und Sanatorien. Eine Rückkehr in den alten Beruf war gesundheitlich nicht möglich. Das Gehen musste er erst wieder erlernen. In dieser Phase wandte er sich dem Schreiben zu. Eigene Werke verfasste er zunächst als Nebenbeschäftigung. Beruflich wurde er Lektor und bekam dann eine Stelle als leitender Lektor für Übersetzungsliteratur im Verlag Shasuschy in Alma-Ata. Er übersetzte auch selbst kasachische Literatur ins Russische. Sanbajew ist der Autor der ersten vollständigen Übersetzung der „Worte der Erbauung“ (in deutscher Übersetzung „Buch der Worte“) von Abai Qunanbajuly ins Russische. Er übersetzte die Werke der Klassiker der kasachischen Literatur Muchtar Äuesow, Sapargali Begalin und anderer Schriftsteller ins Russische. Auch Schota Walichanows Theaterstücke „Schoqans Jugend“, Dulat Isabekows „Begegnung“ und „Weißer Schwan-Zhibek“. Er verfasste auch Prosabearbeitungen des kasachischen Baatar-Epos und des lyrischen Epos „Koblandy-Baatar“, „Alpamys-Baatar“, „Kozy-Korpesh – Bayan-Sulu“, „Kyz-Zhibek“.
Seine schriftstellerische Arbeit setzte er auch fort, als er als Filmschauspieler entdeckt wurde. Seine Novelle Die weiße Aruana schrieb er während der Dreharbeiten zu dem Revolutionsfilm Ein Weg von tausend Werst, in dem er die Hauptrolle spielte. Mit dem Erfolg der 1968 erschienenen „weißen Aruana“ machte er das Schreiben zu seinem Hauptberuf. Sanbajew bezeichnete sich selbst als "einen Schüler Aitmatows".

## Werke
- Die weiße Aruana
- Und ewiger Kampf
- Wenn man nach Mythen dürstet...
- Kop-ashal
- Die Brunnen der glutheißen Täler
- Noch ein Sommer
- Wenn man nach Mythen dürstet, Verlag Volk und Welt Berlin 1976, Novellensammlung, DDR-Bestellnummer 6470403
- Im Wundergarten, Verlage Junge Welt, Berlin und Shalyn, Alma-Ata (Gemeinschaftsausgabe) 1983, ISBN 6834414